# Saint-Pierre-de-Chevillé
Saint-Pierre-de-Chevillé – miejscowość i gmina we Francji, w regionie Kraj Loary, w departamencie Sarthe.
Według danych na rok 1990 gminę zamieszkiwało 319 osób, a gęstość zaludnienia wynosiła 28 osób/km² (wśród 1504 gmin Kraju Loary Saint-Pierre-de-Chevillé plasuje się na 971. miejscu pod względem liczby ludności, natomiast pod względem powierzchni na miejscu 951.).